# 大玉村
大玉村（日语：／ Ōtama mura */?）是位于福島縣的一村。設立于1955年（昭和30年）3月31日，由大山村、玉井村合併成立。

## 外部連結
- 官方网站 （日語）